# Stazione di Mogusaen
La stazione di Mogusaen (百草園駅?, Mogusaen-eki) è una stazione ferroviaria situata a Hino, città conurbata con Tokyo, e serve la linea Keiō della Keiō Corporation.

## Linee
Keiō Corporation
● Linea Keiō

## Struttura
La stazione dispone di due marciapiedi laterali con due binari passanti in superficie.
| 1 | ● Linea Keiō | per Keiō-Hachiōji, Tama-Dōbutsukōen e Takaosanguchi                                    |
| 2 | ● Linea Keiō | per Chōfu, Meidaimae, Sasazuka, Shinjuku e linea Shinjuku della metropolitana di Tokyo |

## Stazioni adiacenti
| «                                 | Servizio                         | »            |
| Linea Keiō                        | Linea Keiō                       | Linea Keiō   |
| --------------------------------- | -------------------------------- | ------------ |
| Seiseki-Sakuragaoka               | Locale Rapido Espresso sezionale | Takahatafudō |
| Tutti gli altri treni non fermano |                                  |              |